# Rhyacophilites hydropsychiformis
Rhyacophilites hydropsychiformis là một loài Trichoptera hóa thạch trong họ Rhyacophilidae.